# William Lewis (znanstvenik)
William Lewis, FRS, angleški kemik in zdravnik, * 1708, Richmond, Surrey, † 1781, Kingston, Surrey.
Lewis je najbolj znan po delovanju na področju farmacije, medicine in metalurgije.

## Priznanja

### Nagrade
- Copleyjeva medalja (1754)